# Coqueiros do Sul
Coqueiros do Sul är en kommun i Brasilien.   Den ligger i delstaten Rio Grande do Sul, i den södra delen av landet, 1 500 km söder om huvudstaden Brasília. Antalet invånare är 2 457.
Trakten runt Coqueiros do Sul består till största delen av jordbruksmark. Runt Coqueiros do Sul är det mycket glesbefolkat, med 4 invånare per kvadratkilometer.